# Matões (kommun i Brasilien)
Matões är en kommun i Brasilien.   Den ligger i delstaten Maranhão, i den östra delen av landet, 1 300 km norr om huvudstaden Brasília. Antalet invånare är 30 930.
Omgivningarna runt Matões är huvudsakligen savann. Runt Matões är det glesbefolkat, med 14 invånare per kvadratkilometer.